# اولگ گرابر

اولگ گرابر

اولگ گربر (به فرانسوی: Oleg Grabar) (متولد ۳ نوامبر ۱۹۲۹- درگذشت ۸ ژانویه ۲۰۱۱) پروفسور هنر های زیبا در دانشگاه هاروارد و تاریخ‌نویس و باستان‌شناس هنری بود. 
تخصص او در زمینهٔ تاریخ هنر اسلامی و هنر ایرانی بوده است.  گربر در فیلم مستند «مینیاتورهای شاهنامه» ساخته ایرج گرگین که توسط تلویزیون ملی ایران تهیه شده همکاری داشت.

## زندگی شخصی
اولگ گرابر، پسر بیزانس‌شناس معروف آندره گرابر است. اولگ گرابر و همسرش، تِری (استاد بازنشسته انگلیسی که ۵۹ سال زندگی مشترک داشتند)، دو فرزند به نام نیکولاس و آنه لوئیس دارند و سه نوه به نام هنری،اولیویا و مارگارت دارند.

## افتخارات
گرابار در طول زندگی خود افتخارات زیادی دریافت کرد ، از جمله مدال چارلز لنگ فرر در سال 2001 و در سال 2010 ، جایزه رئیس در مراسم معماری آقاخان در دوحه ، جایی که او آخرین سخنرانی عمومی او را انجام داد. او عضو آکادمی هنر و علوم آمریکا و جامعه فلسفی آمریکا بود.

## آثار برگزیده
او ۱۵۳ اثر در ۴۷۹ چاپ در دو زبان و ۱۳۶۴۵ منابع کتابخانه‌ای دارد.
- City in the Desert with Renata Holod, James Knustad, and William Trousdale, انتشارات دانشگاه هاروارد, (1978)
- Epic Images and Contemporary History: The Illustrations of the Great Mongol Shahnama (1982)
- The Mediation of Ornament (1992)
- The Shape of the Holy: Early Islamic Jerusalem
- Late Antiquity: A Guide to the Post-Classical World, with Glen Bowersock and Peter Brown, انتشارات دانشگاه هاروارد, (1999)
- The Art and Architecture of Islam 650-1250, with Richard Ettinghausen and Marilyn Jenkins-Madina,  Yale History of Art , 2001
- Late Antiquity: A Guide to the Postclassical World edited with G. W. Bowersock, Peter Brown, انتشارات دانشگاه هاروارد, (2001)
- Mostly Miniatures (2002)
- "Islamic visual culture, 1100-1800", Ashgate, (2006)
- The Dome of the Rock, انتشارات دانشگاه هاروارد, (2006)
- "The Haram Al-Sharif: An Essay in Interpretation," BRIIFS vol. 2 no 2 (Autumn 2000).
- Constructing the Study of Islamic Art, 83 collected articles (4 vols, 2005–06)